# Home Office

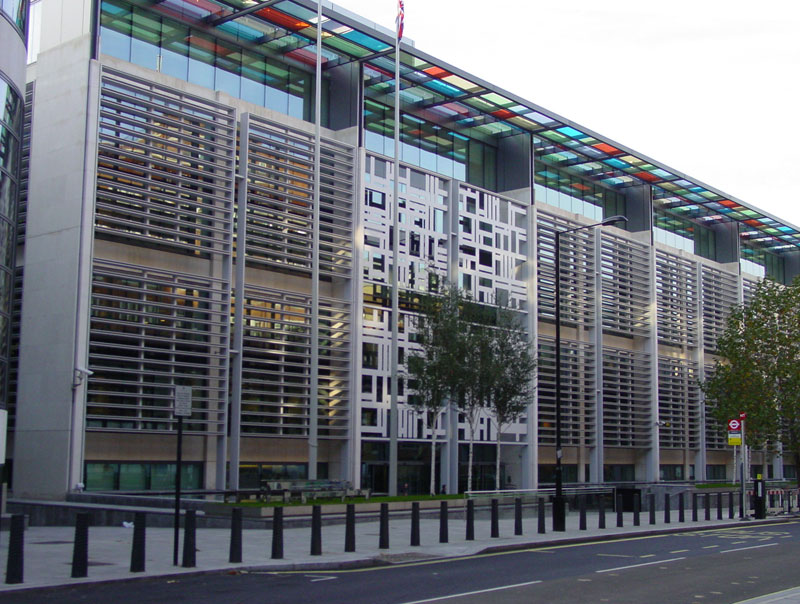
Huvudkontoret på på 2 Marsham Street i London.

Home Office är Storbritanniens inrikesministerium och kallas ibland också Home Departement. 
Det har ansvar för frågor relaterade till migration och brittiska pass, narkotikapolitik, brottsbekämpning, räddningstjänst, kontraterrorism samt polisverksamhet.

## Bakgrund
Home Office inrättades 1782 och var då tillsammans med Foreign Office de enda ministerierna.

## Ledning
Home Office leds av Storbritanniens inrikesminister (engelska: Secretary of State for the Home Department; i dagligt tal: Home Secretary).
Inrikesministern är en av de mer prestigefyllda ministerposterna i Storbritannien och ingår i kvartetten Great Offices of State. Ministerns närmsta medarbetare är två politiskt tillsatta Minister of State (motsvarande statssekreterare i Sverige).

## Ansvarsområden
Ministeriet ansvarar för migrationsfrågor, allmän ordning, säkerhet, polisväsendet i England och Wales, tullen och MI5.
Ansvaret för Metropolitanpolisen delas med Londons borgmästare.